# Jaroslav Vrbenský
Jaroslav Vrbenský (narozen 4. února 1932 Praha) je český editor, dlouholetý redaktor nakladatelství Vyšehrad, v dobách komunistického režimu disident a politický vězeň. Po druhé světové válce byl členem Junáku a Orla a angažoval se v rámci katolické církve. V roce 1952 se stal obětí komunistické provokace, když se pokoušel pomoci emigrovat dvěma kněžím a svěřil se nastrčeným agentům StB. Souzen byl v rámci procesu Antonín Bradna a spol., za údajnou velezradu dostal 12 let, a byl pak vězněn až do roku 1962. Po propuštění se několik let živil manuálně, a od dubna roku 1969 získal místo redaktora v křesťansky orientovaném nakladatelství Vyšehrad, kde již setrval. Stál za řadou filozofických, teologických a uměnovědných titulů, které se často navzdory cenzuře v tomto nakladatelství podařilo vydat. Po sametové revoluci byl plně rehabilitován. Roku 2018 mu byla udělena Stříbrná medaile předsedy Senátu.